# Grifonetto Baglioni
Federico Baglioni, conocido también como Grifonetto Baglioni (Perugia, 1477 - Perugia, 15 de julio de 1500), fue miembro de la familia Baglioni de Perugia, que gobernó la ciudad desde 1438 hasta 1540. Él mismo, en las horas posteriores a la llamadas “boda de sangre” entre Astorre I y Lavinia Colonna, fue señor de Perugia el 15 de julio de 1500 junto con Carlo I el Barciglia, para luego encontrar un final trágico, recordado por Romain Rolland, Oscar Wilde en la novela El retrato de Dorian Gray y Gabriele D'Annunzio en los ocho sonetos de Perugia de la colección Elettra de laudi.

## Biografía

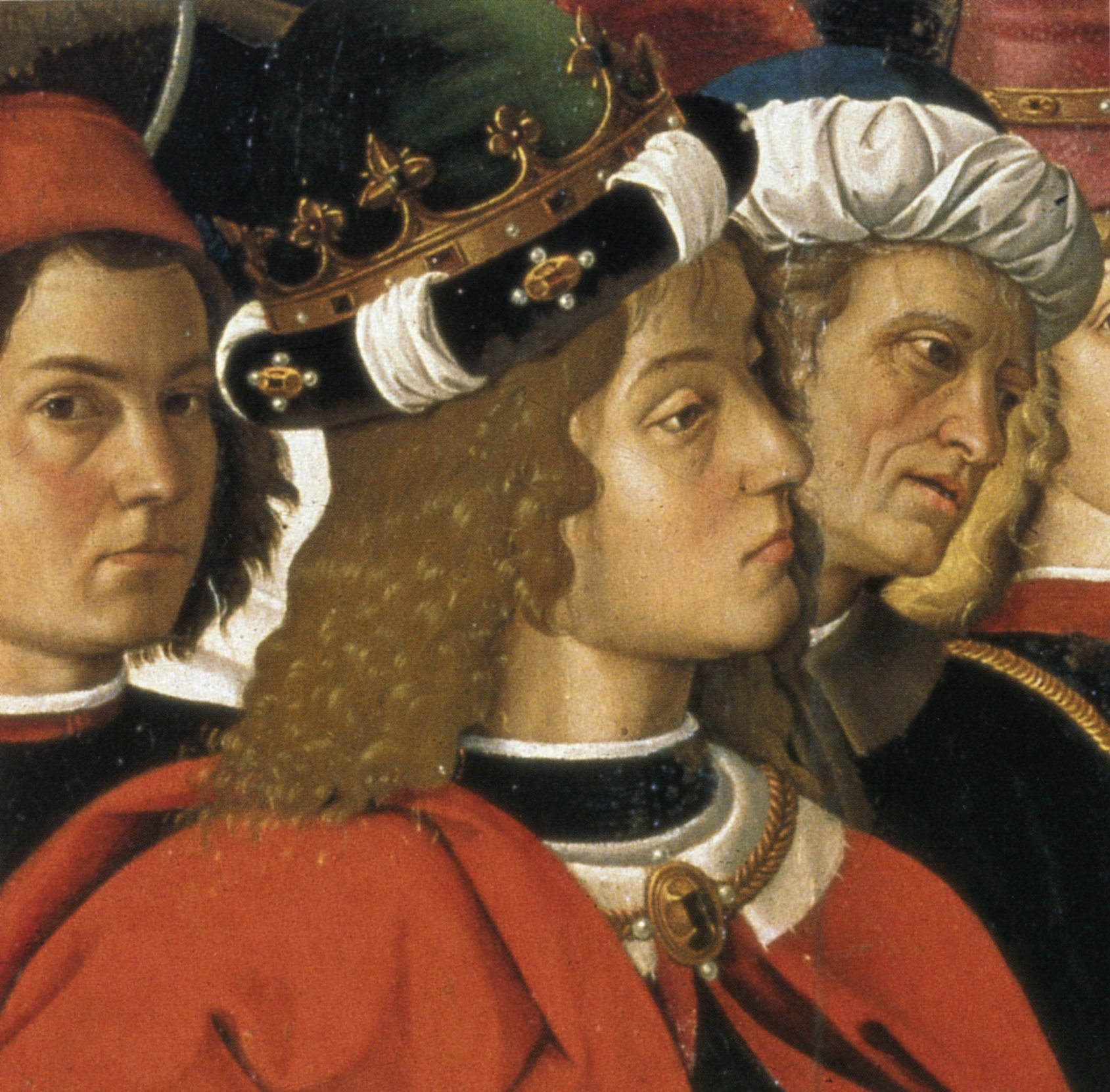
El padre de Grifonetto, Grifone Baglioni, en el cuadro de Adoración de los Magos, por El Perugino, circa 1470, Galería Nacional de Umbría.

Federico era el vástago póstumo de Grifone Baglioni, único heredero legítimo de Braccio II, asesinado en Cantiano en 1477, y de su prima Atalanta Baglioni, hija de Galeotto y sobrino de Nello (hermano de Malatesta I). Llamado Grifonetto en memoria de su padre, a pesar de su tierna edad y de las protestas de su madre, fue apartado por sus tíos Guido I y Rodolfo I que asumieron el poder en el señorío oculto (es decir, no caracterizado por una evaluación completa de los poderes cívicos y no oficialmente ratificado por el Papa) de Perugia. Fortalecido por su lugar de nacimiento, el niño sintió un gran rencor hacia sus parientes usurpadores, combinado con un deseo de venganza. Su abuelo, sin embargo, en 1479, le había dejado todas sus posesiones.
Rico, guapo (como casi todos los Baglioni), ambicioso y audaz, protegido y dominado por su madre, alrededor de los 18 años se casó con la bella (también inmortalizada más tarde por Rafael) Zenobia Sforza, hija del Conde de Santa Fiora Guido II y Francesca Farnese, con quien tuvo al menos tres hijos. Animado por su curador, el tío y medio hermano de su padre, Filippo el Bastardo, Grifonetto se convenció a sí mismo de que él era el verdadero jefe de la casa y, junto con su primo Carlo il Barciglia, conquistaría el poder.
Grifonetto, junto con su madre y su familia, residió en el suntuoso Palazzo di Braccio (lo que queda aún se puede ver incorporado en la Rocca Paolina), y, junto con otros conspiradores (los hermanos della Corgna Bernardo, Piergiacomo y Ottaviano, Girolamo della Staffa y Bernardino di Antognolla), estaba esperando el momento adecuado para implementar la venganza. Esto llegó con motivo de la suntuosa boda (más tarde recordada como la boda de sangre) de Astorre I, otro primo, con Lavinia Colonna: las premoniciones de la muy escuchada hermana Colomba da Rieti, concejala de Atalanta, incluso recibidas por el Papa Alejandro VI y el hijo Cesare Borgia, que no fueron buenos.

### Muerte

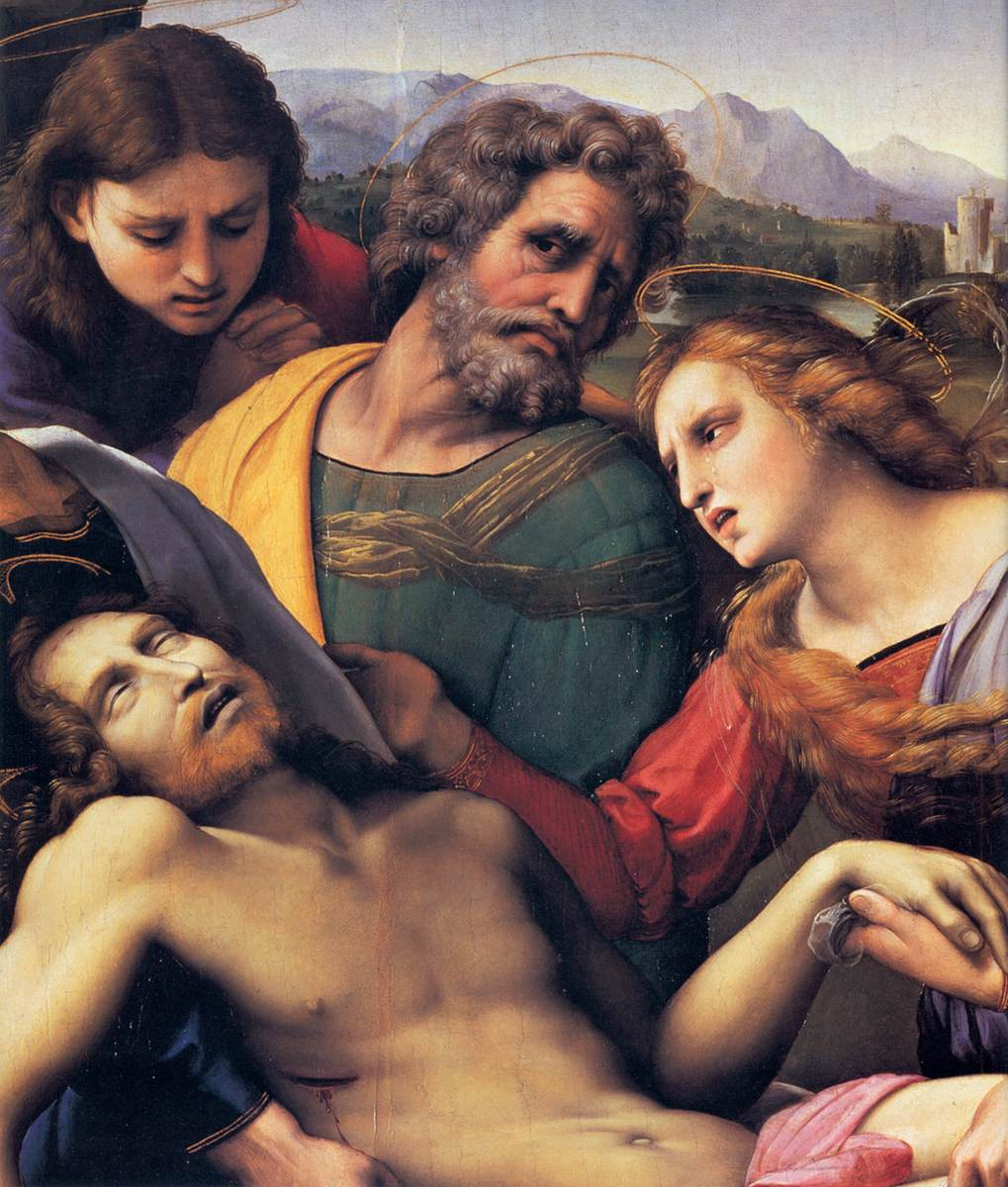
Zenobia Sforza, esposa de Grifonetto, a la derecha (Sanzio, Deposizione Borghese, 1507, Galería Borghese.

El 14 de julio de 1500 Grifonetto y sus compañeros masacraron a los esposos y a los restantes varones de la familia (Guido I, Rodolfo I), pero Giampaolo, el más poderoso y peligroso, hijo de este último, logró escapar. Junto con Charles permaneció en el poder por un día, el 15 de julio. Al enterarse de la masacre, Atalanta maldijo a Grifonetto, mientras Perugia esperaba ansiosamente el regreso de Giampaolo. El encuentro con estos fue dramático: por un momento el joven fue salvado por su prima, pero el segundo pariente Gentile I le propinó el golpe fatal, dejándolo agonizante en la calle principal de la ciudad (actual Corso Vannucci). El Grifonetto de veintitrés años, luego de pedir perdón, murió en los brazos de su madre y su esposa Zenobia, inmediatamente corrió.
El cuerpo de Grifonetto fue enterrado, junto a sus antepasados, en la capilla de San Matteo dentro de la Iglesia de San Francesco al Prato. Atalanta, que pronto se uniría a él, encargó al joven pintor Raffaello Sanzio, ya alumno de Perugino, un Descendimiento de Cristo (ahora expuesto en la Galleria Borghese, en Roma) para ser colocado sobre el altar de la tumba, con el fin de glorificar el recuerdo del hijo. El artista de Urbino completó la obra en 1507, firmándola: en ella aparecen los retratos de Grifonetto, Zenobia y Atalanta.
En el ya mencionado libro El retrato de Dorian Gray, de Oscar Wilde, hay escrito:

«...Grifonetto Baglioni con su jubón acolchado, gorro enjoyado y rizos en forma de acanto, que mató a Astorre con su novia y a Simonetto con su paje, y que era de tal belleza que cuando yacía agonizante en la plaza amarilla de Perugia los que lo había odiado no pudo contener las lágrimas y Atalanta, que lo había maldecido, lo bendijo.
Oscar Wilde, en El retrato de Dorian Gray, 1890

La línea de Grifonetto y Zenobia se extinguió con Braccio III, heredero de Grifone II y nieto de su tercer hijo Braccio II. Un segundo supuesto retrato de Grifonetto, apenas legible, fue encontrado en un fresco en la Iglesia de Sant'Andrea en Spello.